# Vitaliano Poselli

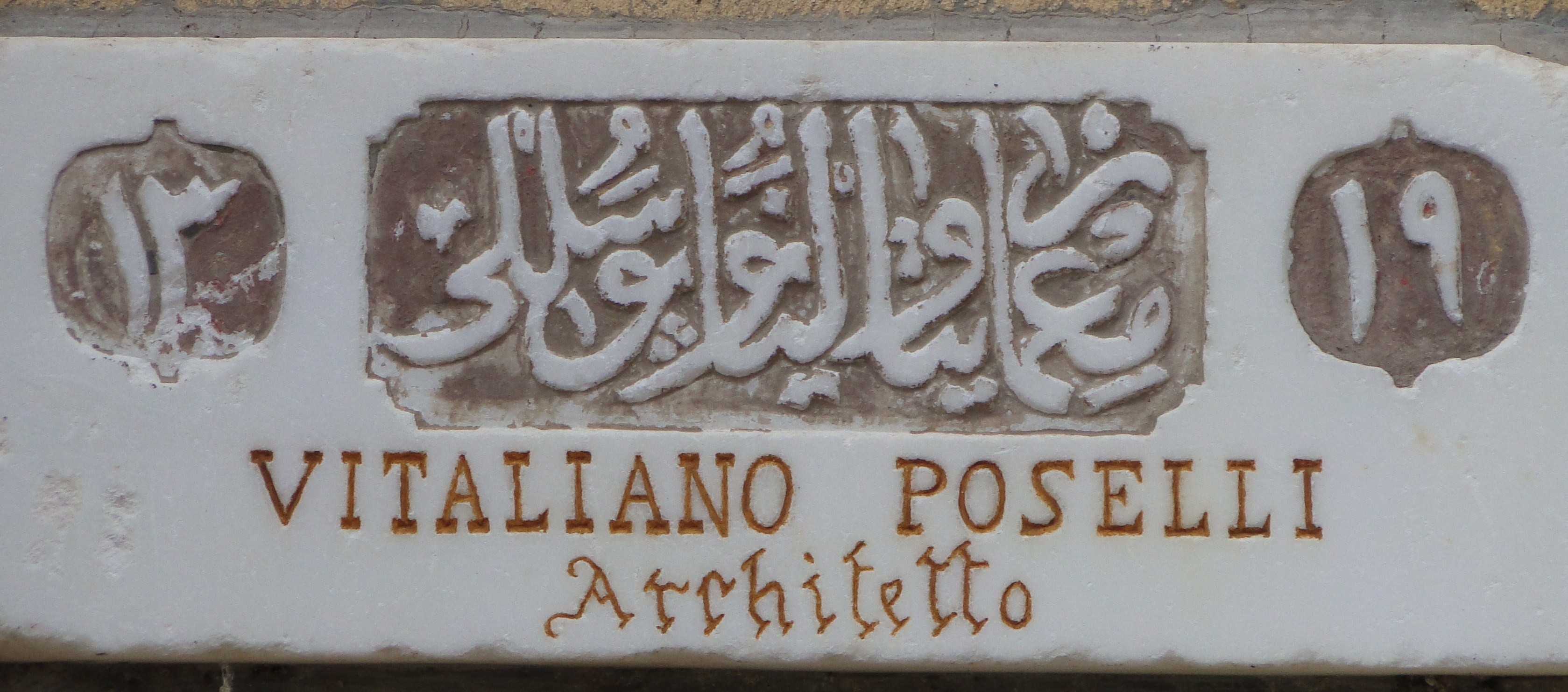
Sigillo di Poselli sulla Nuova moschea di Salonicco

Vitaliano Poselli (Castiglione di Sicilia, 19 maggio 1840 – Salonicco, 23 settembre 1918) è stato un architetto italiano, attivo a fine ottocento a Salonicco nell'Impero ottomano.

## Biografia
Poselli studiò architettura a Roma. Nel 1867, la Chiesa cattolica lo incaricò della costruzione della chiesa di Santo Stefano a Costantinopoli.
Da lì, il governo ottomano lo inviò a Salonicco, dove costruì alcuni dei più importanti edifici pubblici della città. Nel 1888 si sposò e vi stabilì la sua residenza. Le missioni e i rappresentanti stranieri, come i ricchi mercanti della città, lo incaricarono della progettazione di vari edifici comunali, mercantili o privati. Tra le sue opere si possono annoverare chiese, sinagoghe e moschee, ma anche complessi industriali, abitazioni private ed edifici pubblici.
Alcune delle sue opere più conosciute sono l'edificio della Facoltà di Filosofia dell'Università Aristotele di Salonicco (ex servizi ottomani, 1888), il Palazzo del Governo (Konak) (1891), il quartier generale dell'esercito imperiale, oggi il quartier generale del III Corpo dell'esercito greco, la Nuova moschea di Salonicco (1902), i Mulini Allatini, il Karipeion Melathron, l'edificio del Conservatorio di Stato (ex Banca ottomana), lo Stoa Malakopi (antica Banque de Salonique), l'edificio della Banca di Atene (oggi Museo ebraico di Salonicco), villa Allatini, per la famiglia Allatini, che oggi ospita la prefettura, villa Morpurgo-Zardinidi, le chiese armena e cattolica.
Poselli ebbe sei figli (Primo, Secondo, un musicista, Terzo, Quarto, Quinto e Sesto o Emilio) e due figlie. La cantante Luisa Poselli era sua parente.
Morì nel 1918 e fu sepolto nel cimitero cattolico di San Vincenzo a Salonicco. Molti dei suoi discendenti vivono ancora in città.

## Opere

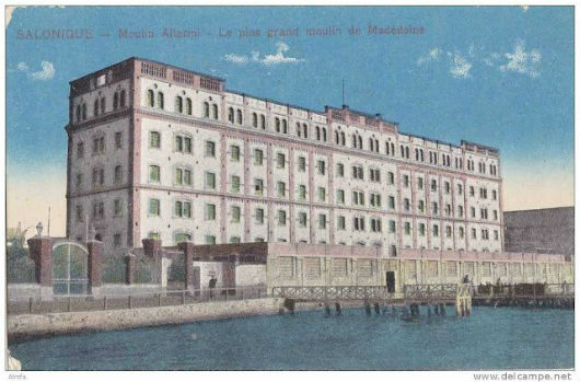
Mulini Allatini a Salonicco
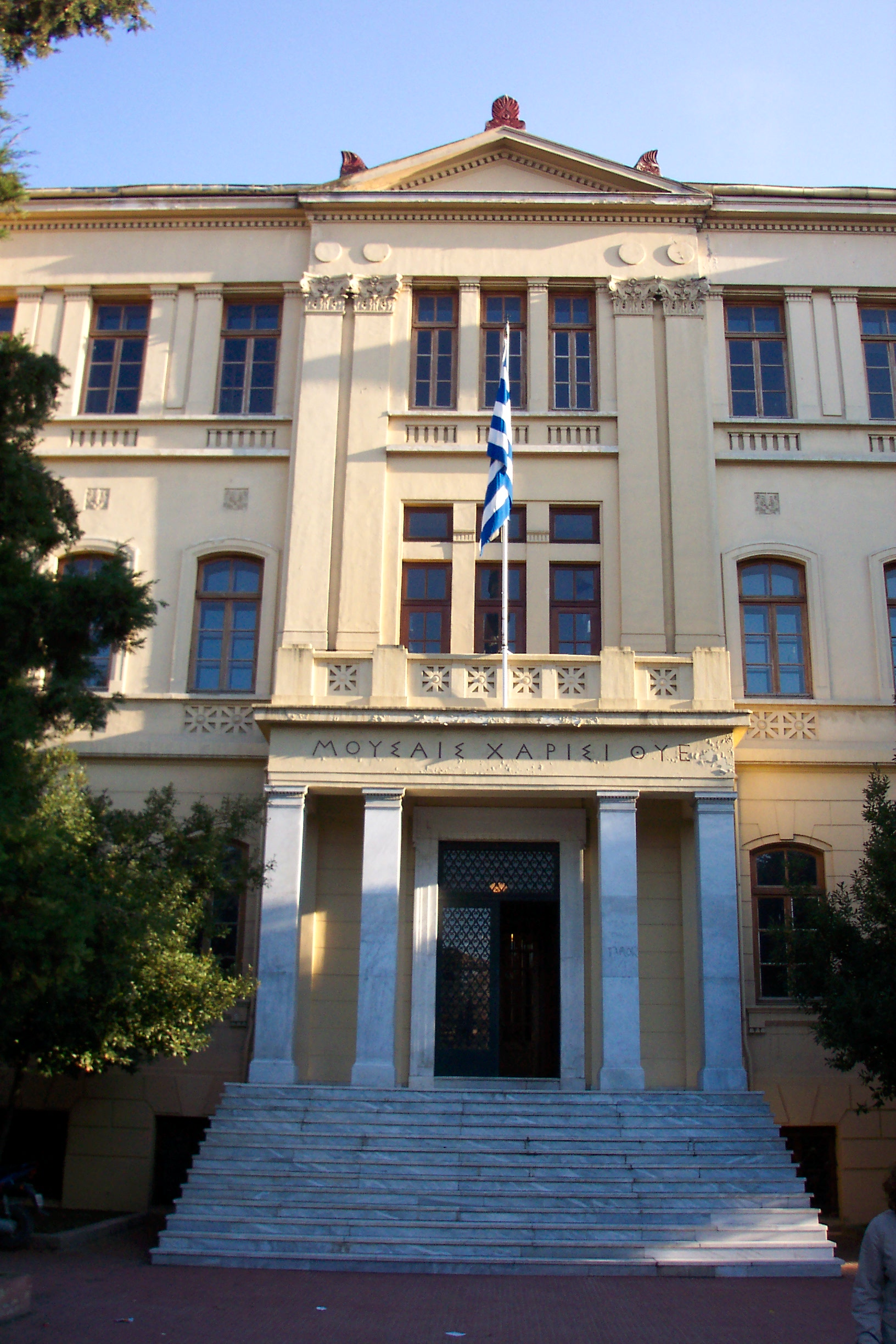
Facoltà di Filosofia dell'Università Aristotele di Salonicco
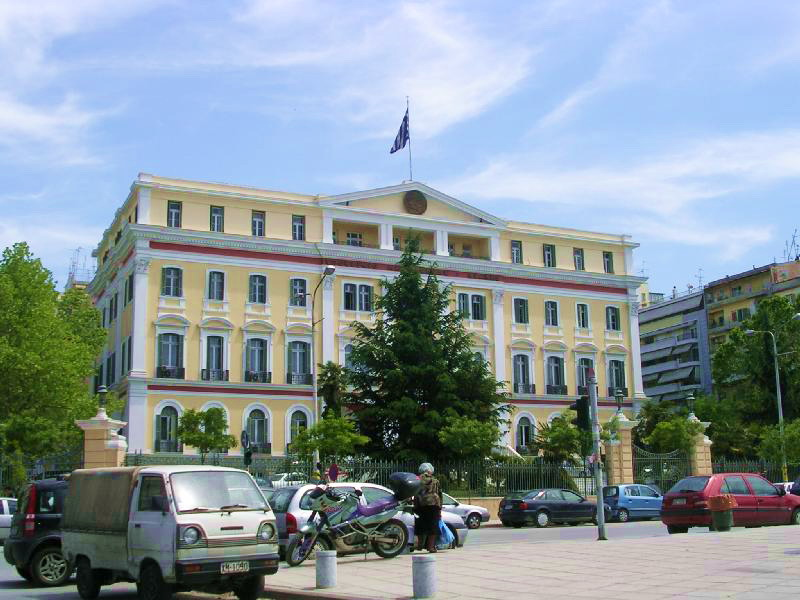
Palazzo del Governo (Konak) a Salonicco
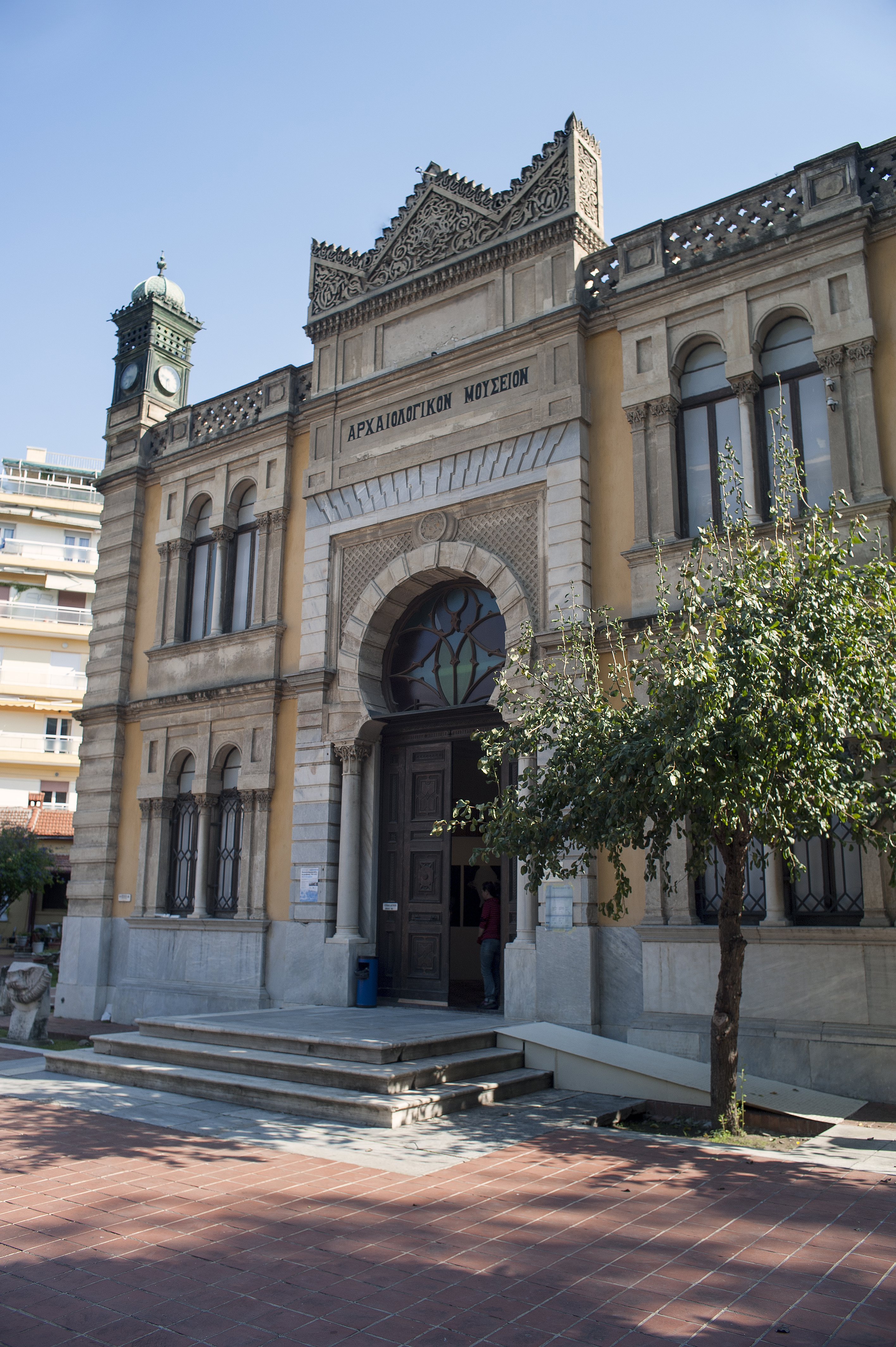
Nuova moschea di Salonicco
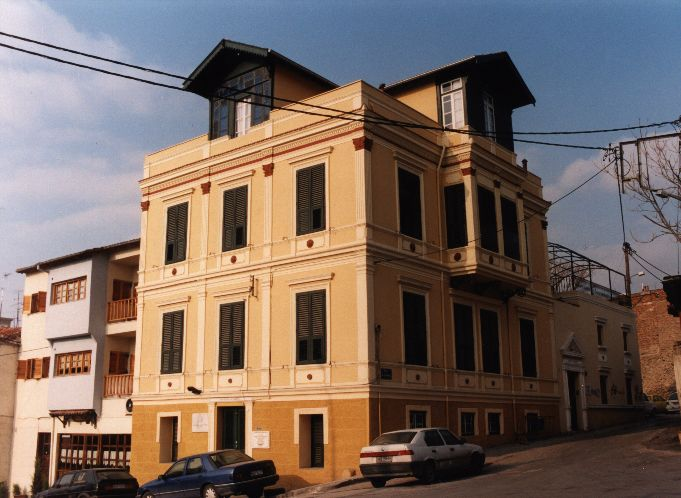
Karipeion Melathron a Salonicco
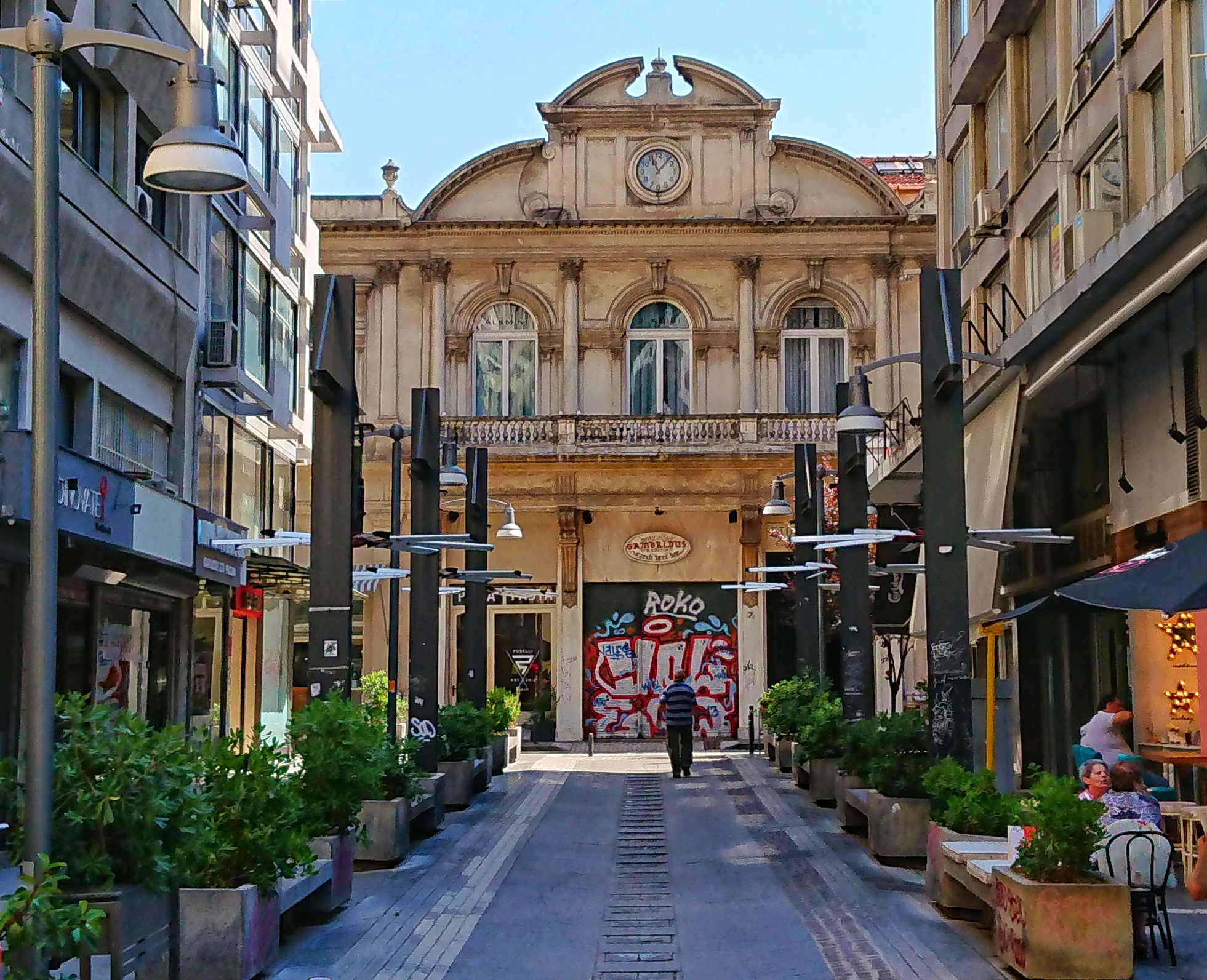
Vecchia Banque de Salonique (detta "borsa") in Stoa Malakopi a Salonicco
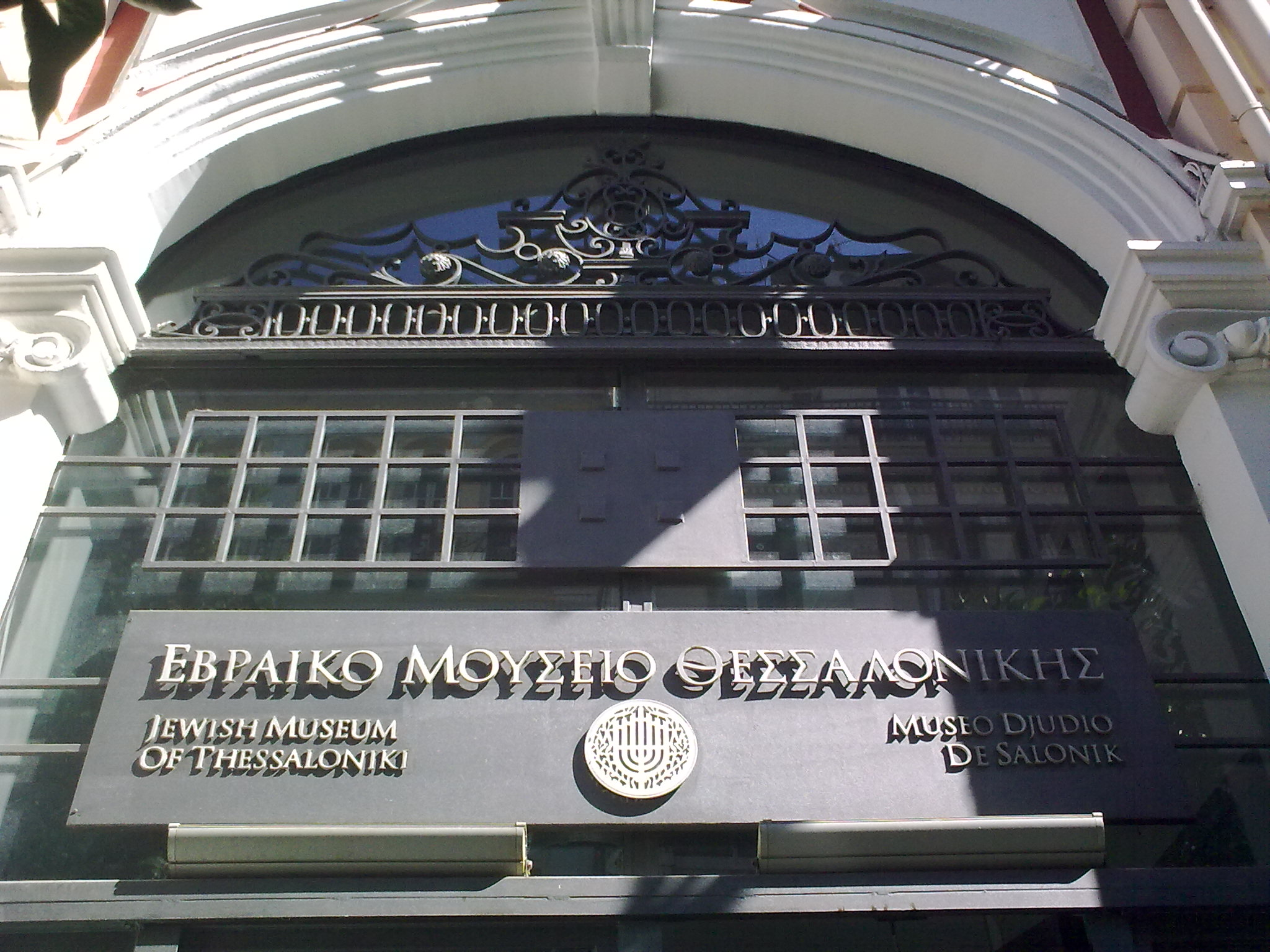
Banca di Atene (ora Museo ebraico di Salonicco)
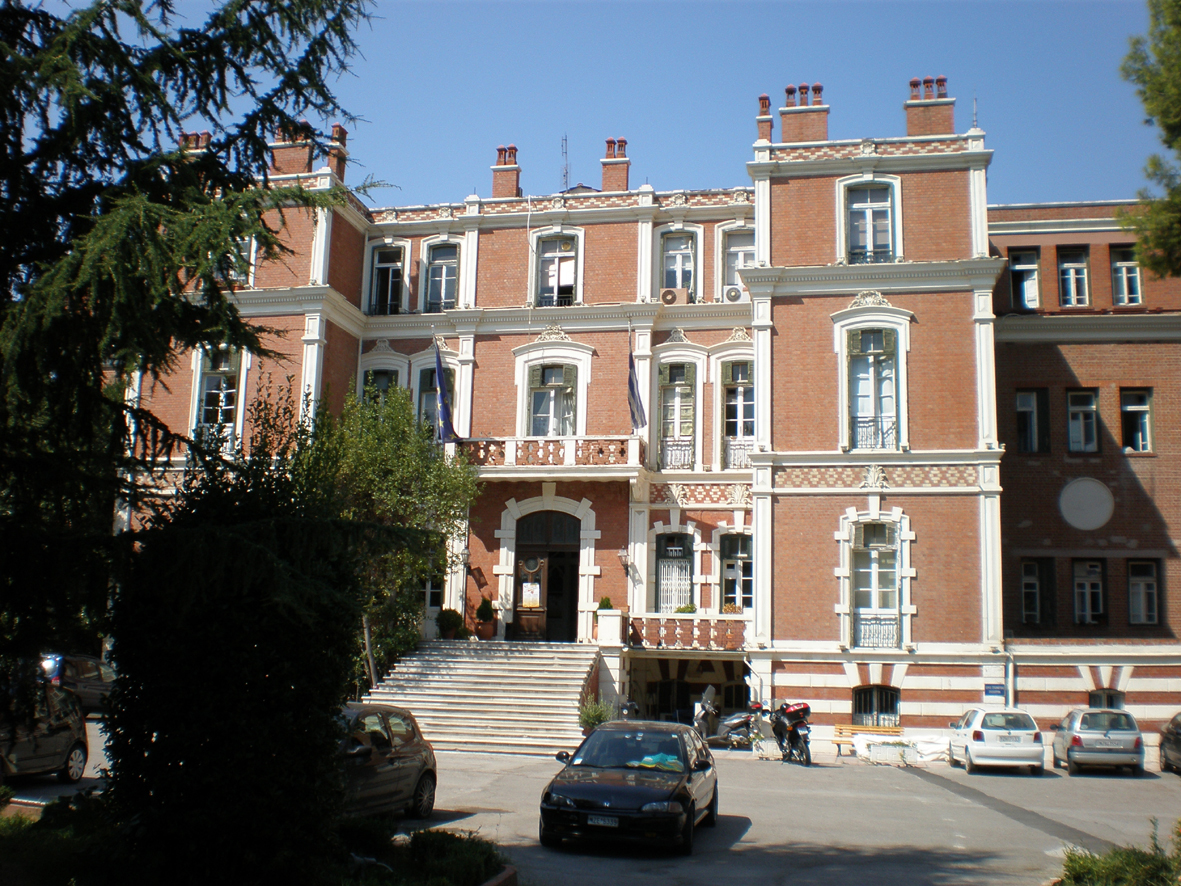
Villa Allatini a Salonicco
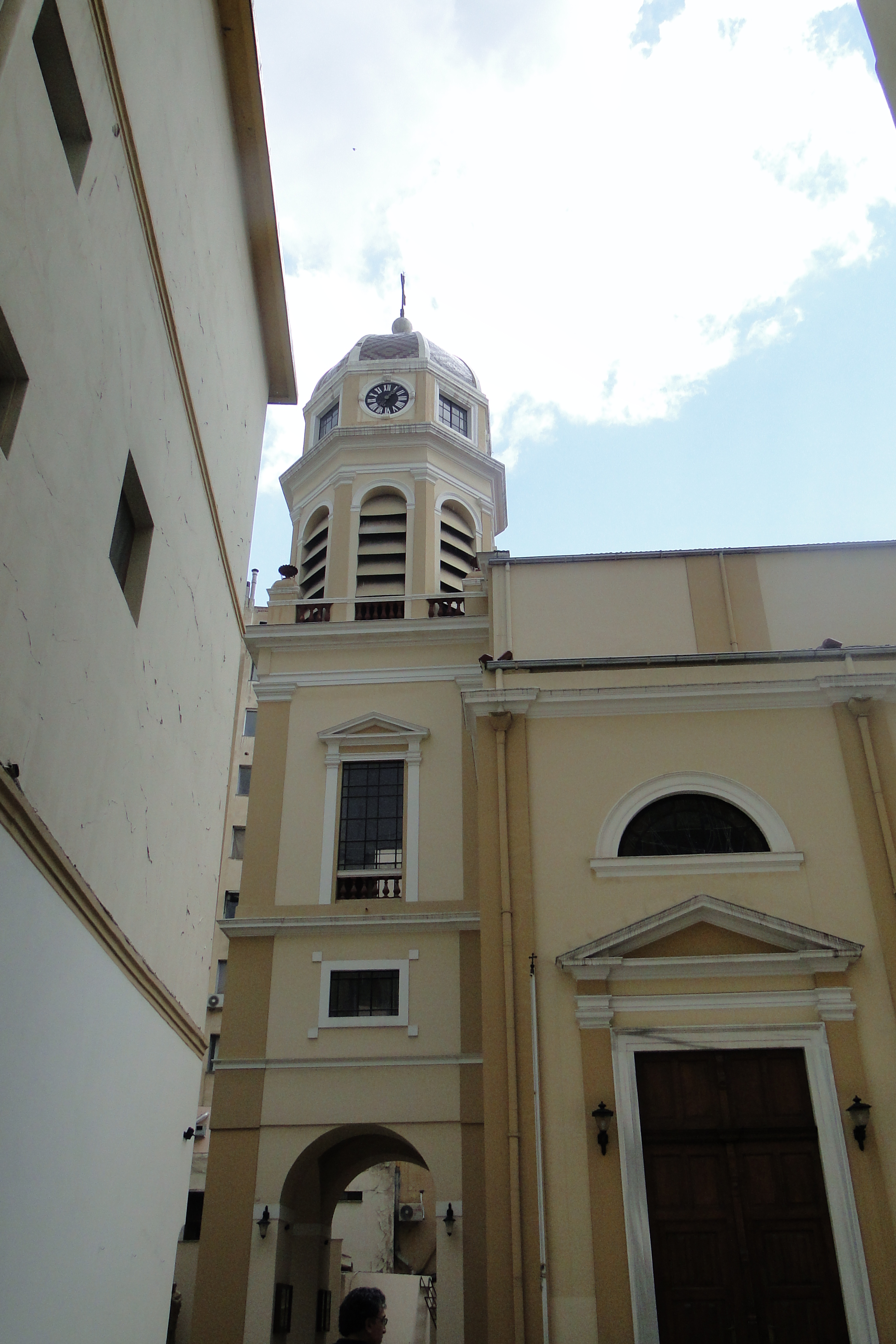
Cattedrale dell'Immacolata Concezione a Salonicco
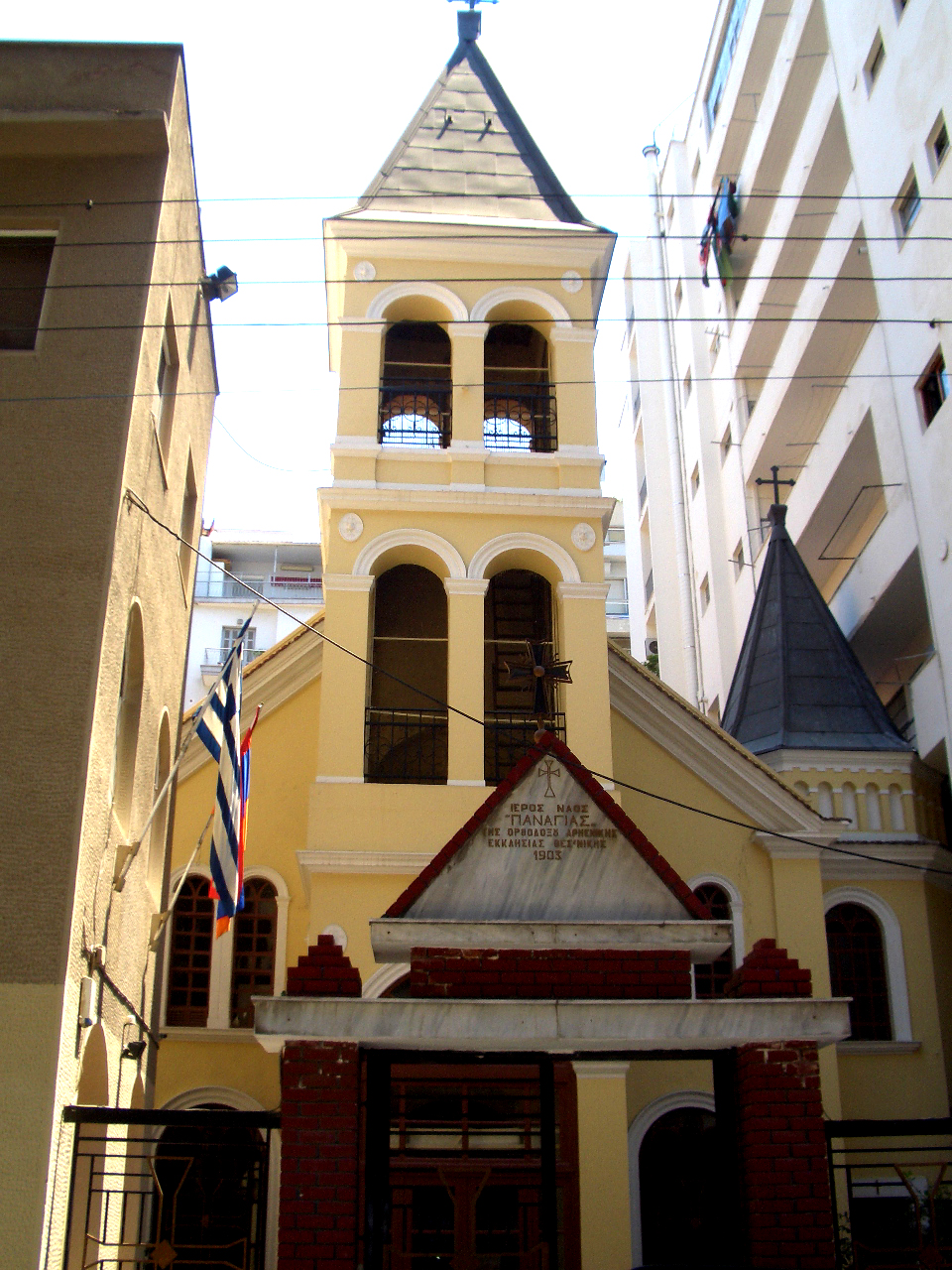
Chiesa armena della Vergine Maria a Salonicco
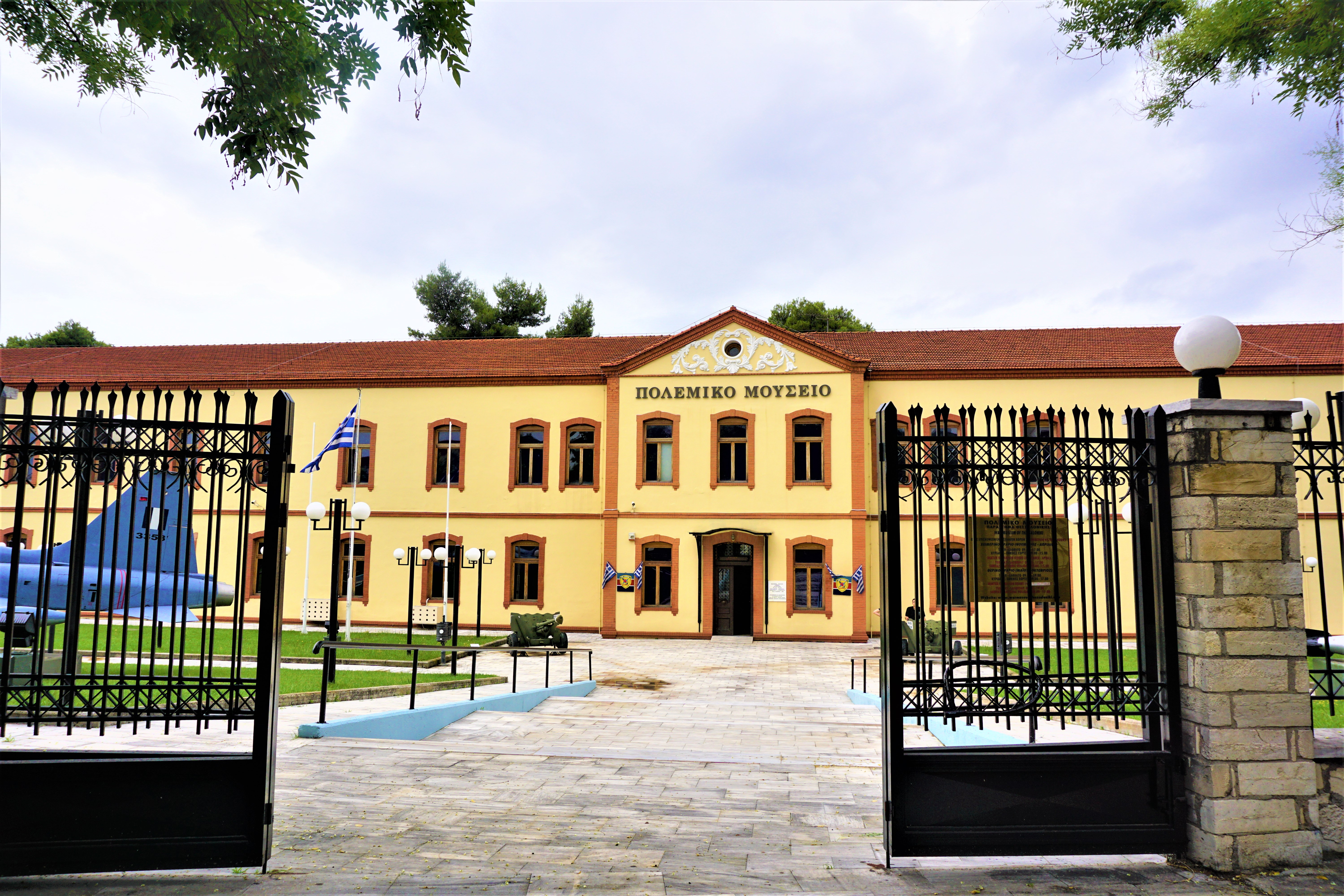
Museo della guerra a Salonicco
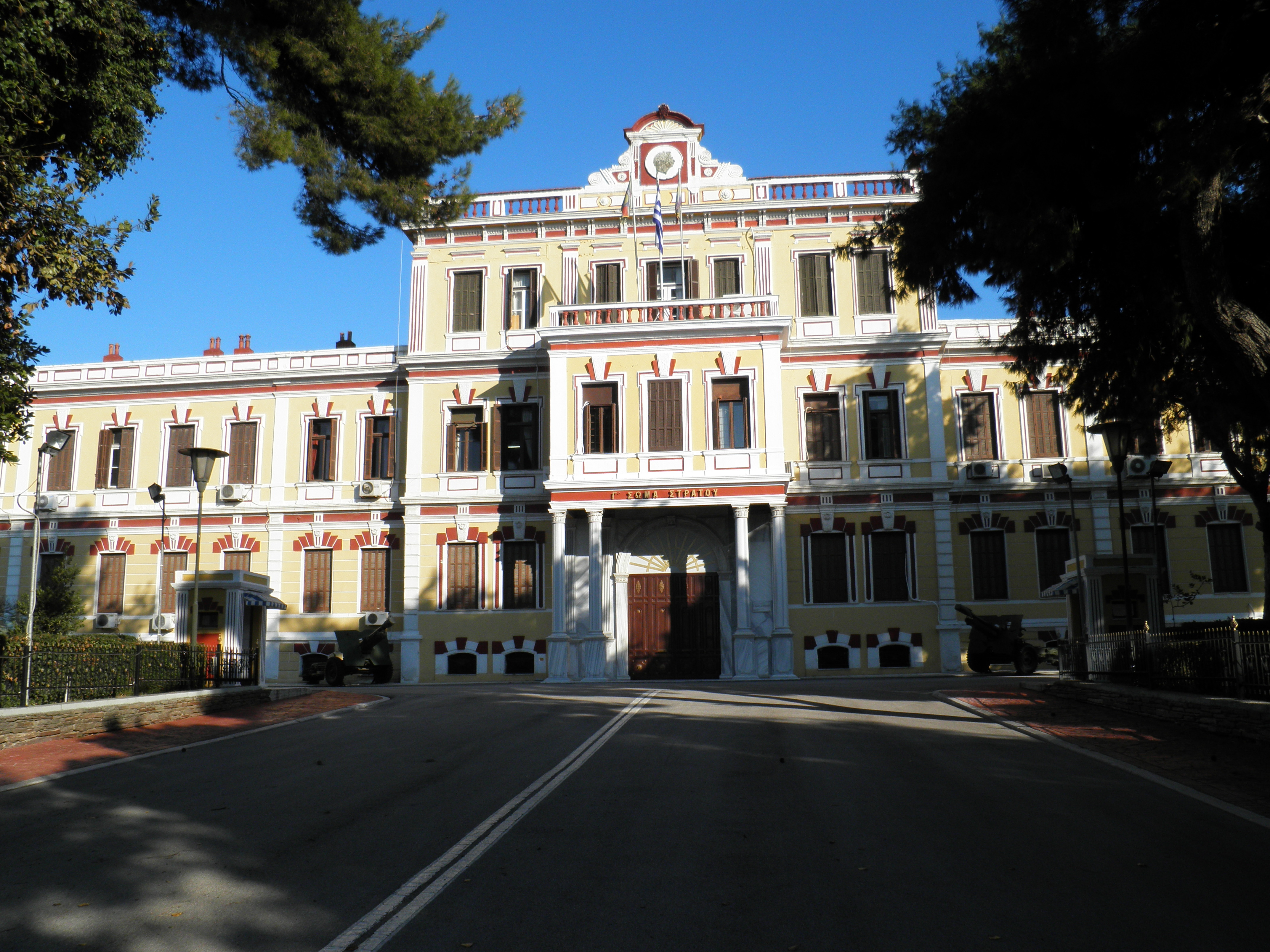
Quartier generale dell'esercito imperiale a Salonicco